# تیفنباخ (بیبراخ)
تیفنباخ (به آلمانی: Tiefenbach) یک شهرداری در آلمان است که در Biberach واقع شده‌است.